# On Giants Shoulders

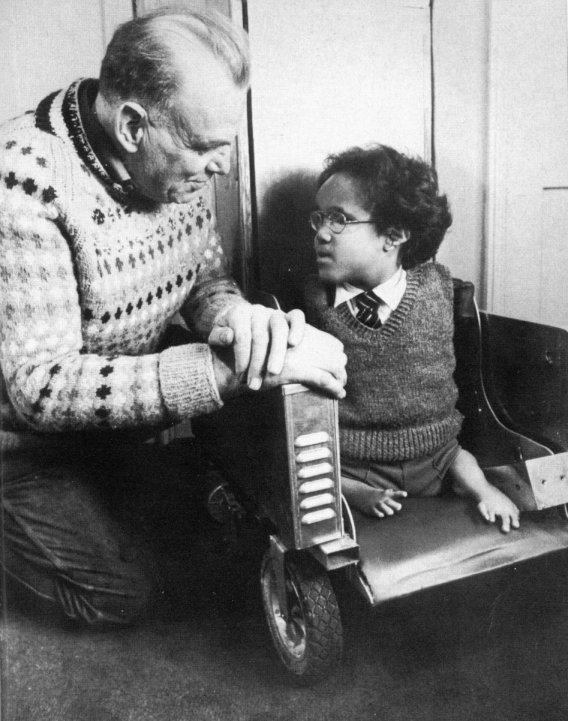
Fotografia de Terry Wiles, protagonista do filme onde ele interpreta a si mesmo.

On Giant's Shoulders é um telefilme britânico de 1979 dirigido por Anthony Simmons, baseado em um romance homônimo escrito por Marjorie Wallace e Michael Robson. O filme fala sobre o início de vida de Terry Wiles, com Wiles interpretando a si mesmo. O drama também conta com Bryan Pringle e Judi Dench e ganhou um prêmio Emmy Internacional em 1980.

## Elenco
- Terry Wiles - Ele mesmo
- Len Wiles - Bryan Pringle
- Hazel Wiles - Judi Dench
- irmã Page - Hilda Braid
- senhor Proctor - Anna Wing
- professora no hospital - Barbara Young
- Len Curry - Tim Wylton
- Café cashier - Barbara Keogh
- solicitador - Frank Barrie
- Diretor do hospital - Tony Church
- Marjorie Wallace - Annabel Leventon
- escrivão - Elizabeth Morgan
- membro Técnico- Anthony Heaton
- senhora Hudson - Jean Rimmer